# IC 4626
IC 4626 је појединачна звијезда у сазвјежђу Змијоноша која се налази на листи објеката дубоког неба у Индекс каталогу.
Деклинација објекта је + 2° 20' 16" а ректасцензија 16h 53m 20,7s.